# Las Inviernas
Las Inviernas – gmina w Hiszpanii, w prowincji Guadalajara, w Kastylii-La Mancha, o powierzchni 34,09 km². W 2011 roku gmina liczyła 80 mieszkańców.